# 椅座
椅座（いざ）は、姿勢のひとつ。椅坐、倚座、倚坐とも書き、読みはいずれも「いざ」。

## 概要
椅子や台に腰掛け、脚を下ろして座った姿勢を指す。この姿勢をとった像は椅像（いぞう）と呼ばれる。

## 用例
以下、仏像の姿勢を例に挙げる。
- 善跏椅座

ぜんかいざ。両脚を下ろして座った姿勢。
- 半跏椅座像

はんかいざ。下ろした左脚の膝に、右足首を乗せて座った姿勢。
- 交脚椅座像

こうきゃくいざ。左右の脛を交差させて座った姿勢。